# Critère de Kelly
Le critère de Kelly est une stratégie suivie par un parieur / investisseur qui cherche à maximiser le taux de croissance de son budget à long terme. Il consiste à maximiser l'espérance du logarithme du gain.
Elle est utilisée en finance, comme stratégie de placement, et dans les jeux de hasard, pour optimiser le montant des paris.
Ce critère n'est applicable que si la "loterie" (l'investissement ou le pari) se répète indéfiniment, avec la même distribution de probabilité des gains, et les résultats sont indépendants les uns des autres. Le joueur / investisseur devra alors miser continuellement la même portion de son budget en cours.

## Énoncé
Soit une loterie {\displaystyle L}, c'est-à-dire un pari, qui consiste en une distribution aléatoire {\displaystyle f_{G}(g)} sur les résultats possibles g, exprimés comme une proportion du capital de départ (g>0). On suppose que le pari est profitable, c.à.d. E(G)>1.
Ces résultats dépendent d'une variable de décision x (usuellement, la "mise"), elle aussi exprimée en proportion du capital investissable.
Supposons un parieur appliquant la stratégie x répétitivement sur un nombre N de loteries Lk successives, statistiquement indépendantes (i.i.d.).
Son capital final (toujours exprimé en proportion de son capital de départ) vaudra
{\displaystyle C_{N}=g_{1}(x)g_{2}(x)\dots g_{N}(x)=\prod _{k=1}^{N}g_{k}(x)=(1+t)}
t est le taux de croissance global. Le taux de croissance moyen (par pari) r est tel que
{\displaystyle C_{N}=(1+r)^{N}}
ce qui conduit à définir
{\displaystyle r=(C_{N})^{1/N}-1={\Big (}\prod _{k=1}^{N}g_{k}(x)^{1/N}{\Big )}-1}

John L. Kelly, Jr  imagina en 1956 un parieur qui veut maximiser l'espérance du taux de croissance moyen de son capital en jouant répétitivement la stratégie x un nombre infini de fois. (D'autres interprétations sont possibles.)
{\displaystyle \max _{x}\mathbb {E} [r]\propto \max _{x}\mathbb {E} {\Big [}\prod _{k=1}^{N}G_{k}(x)^{1/N}{\Big ]}}
{\displaystyle \propto \max _{x}\prod _{k=1}^{N}\mathbb {E} {\Big [}G_{k}(x)^{1/N}{\Big ]}}  (indépendance)
{\displaystyle \propto \max _{x}{\Big (}\mathbb {E} {\Big [}G(x)^{1/N}{\Big ]}{\Big )}^{N}}   (identiquement distribuées)
{\displaystyle {d \over dx}=N{\Big (}\mathbb {E} {\Big [}G(x)^{1/N}{\Big ]}{\Big )}^{N-1}\mathbb {E} {\Big [}{1 \over N}G(x)^{1 \over N}{G'(x) \over G(x)}{\Big ]}=0}
{\displaystyle \iff \mathbb {E} {\Big [}G(x)^{1/N}{G'(x) \over G(x)}{\Big ]}=0}
Si on prend la limite pour N infini :
{\displaystyle \mathbb {E} {\Big [}{G'(x) \over G(x)}{\Big ]}=0}
ce qui est la condition de maximisation du critère
{\displaystyle \max _{x}\mathbb {E} {\Big [}\ln G(x){\Big ]}}

## Applications

### Binomiale
Il y a 2 résultats possibles : gagner ou perdre. Probabilité de gain p. On mise x.
Loterie {\displaystyle <p:1+bx\,\,;\,\,(1-p):1-cx>}
b est le rendement (cote) en cas de gain, c est le coût relatif en cas de perte. Pour un pari classique, où on perd sa mise, c=1.
Le critère donne
{\displaystyle x^{*}={\frac {p}{c}}-{\frac {1-p}{b}}}
Cette équation est appelée formule de Kelly.

### Multinomiale
Il y a m résultats différents i  (mutuellement exclusifs) sur chacun desquels miser xi.
Exemple : course hippique.
Loterie {\displaystyle <p_{i}:1-\sum x_{j}+(1+b_{i})x_{i}}      {\displaystyle ;i=1\dots m>}
1-Σ xj = R(x) est la part de budget non engagée.
Le critère donne
{\displaystyle p_{i}{\frac {b_{i}}{R+b_{i}x_{i}}}-\sum _{j}p_{j}{\frac {1}{R+b_{j}x_{j}}}=0}      {\displaystyle i=1\dots m}
La règle est de miser sur les résultats dont {\displaystyle p_{i}>R/b_{i}} dans des proportions égales à {\displaystyle p_{i}-R/b_{i}}. Voir formule de Kelly.

## Critique
Les hypothèses de Kelly sont rarement rencontrées dans la vie réelle.
1. L'horizon n'est pas infini. Or, le critère montre bien qu'en cas de N fini, la mise optimale dépend de N. En particulier, si N=1, il faut miser le maximum (à condition, bien sûr, que l'espérance de gain soit positive). Si N=2, il faut maximiser l'espérance de la racine carrée de G. De façon générale, on misera plus que la formule de Kelly.
2. Les paris successifs ne sont pas indépendants. Ceci est surtout vrai dans le cas des investissements financiers, mais c'est vrai aussi des paris sportifs, par exemple. Contrairement à ce qui est parfois suggéré, il ne suffit pas de calculer l'espérance du log en tenant compte des corrélations. En effet, c'est tout le développement de l'argument qui est caduc si on n'a pas l'indépendance.
3. Les paris successifs ne sont pas identiques. Seuls les paris "de casino" se répètent à l'identique. Dans la vie courante, chaque placement ou chaque évènement sportif est différent du précédent : autres gains, autres probabilités.

Ajoutons à cela que les valeurs de p et des gains sont rarement connues avec exactitude. Si on intègre au modèle une distribution a priori de ces paramètres, cela introduit plus de variance et on peut montrer que cela conduit à miser moins.
Enfin, plus l'horizon est court, plus il faut tenir compte de l'utilité du parieur : aversion à la perte, aversion au risque, aversion à la volatilité, etc. Le critère "Maximiser le taux de croissance moyen" peut ne pas être une description adéquate des objectifs du parieur.
Réussite
Edward Thorp a connu la gloire en exploitant les faiblesses du jeu de Blackjack (ou 21). Il utilisait la formule de Kelly pour développer une stratégie de mise. Par la suite, il a appliqué cette stratégie au marché boursier. Il affirme que c'est la formule de Kelly qui a fait sa fortune, mais cela n'a pas été démontré. Comment démontrer que son taux de croissance a été "le meilleur possible" ?
Néanmoins, elle peut être utile comme approximation, pour un investisseur qui veut se prémunir contre un excès d'enthousiasme (ou de pessimisme) dans sa stratégie.